# تاريخ الأرض الجيولوجي

الساعة الجيولوجية: إسقاط لتاريخ الأرض 4.5 مليار عام على مدار زمني

التاريخ الجيولوجي للأرض بدأ التاريخ الجيولوجي للأرض منذ 4.6 بليون سنة عندما تشكلت الكواكب في النظام الشمسي من السديم الشمسي ، كتلة القرص على شكل من الغبار والغاز التي خلفها تشكيل أحد المنصهر في البداية، والطبقة الخارجية للكوكب الأرض تبرد لتشكيل قشرة صلبة عندما بدأت المياه تتراكم في الغلاف الجوي. وشكلت القمر بعد ذلك بقليل، وربما نتيجة لجسم بحجم كوكب المريخ مع حوالي 10 ٪ من كتلة الأرض، ) المعروفة باسم Theia ، مما يؤثر على الأرض في ضربة خفيفة. بعض الشامل هذا الكائن اندمجت مع وطرد الأرض وجزء واحد في الفضاء، ولكن ما يكفي من المواد لتشكيل نجا تدور حول القمر.
إطلاق الغازات المنتجة والنشاط البركاني الغلاف الجوي البدائي. أنتجت التكثيف بخار الماء، تضاف اليها الجليد الذي ألقاه المذنبات، والمحيطات.
كما السطح إعادة تشكيل نفسها بشكل مستمر على مدى مئات الملايين من السنين، وشكلت القارات وفضت. هاجر والقارات عبر السطح، والجمع بين الحين والآخر وتشكيل عظمى. ما يقرب من 750 (مليون سنة) بدأ، وأقرب Rodinia المعروفة عظمى، لكسر حدة. القارات في وقت لاحق إلى شكل معاد بانوتيا ، ما 600-540 ، ثم أخيرا Pangaea ، التي تحطمت 180 ما .
وبدأ النمط الحالي للعصور الجليدية ما يقرب من 40، ثم تكثفت خلال العصر الجليدي حوالي 3 ما . المناطق القطبية ومنذ ذلك الحين شهدت تكرار دورات التجلد وذوبان الجليد، وتكرار كل سنة 40,000-100,000. وانتهت الفترة الماضية الجليدية في العصر الجليدي الحالية منذ حوالي 10,000 سنة .
ويمكن التاريخ الجيولوجي للأرض تصنيفها في فترتين : ما قبل الكمبري وsupereon ودهر Phanerozoic.